# Будні карного розшуку
«Будні карного розшуку» (рос. «Будни уголовного розыска») — український радянський художній фільм, детектив режисера Суламіф Цибульник за сценарієм Кирила Рапопорта. Чорно-білий фільм знятий кіностудією ім. О. Довженка.

## Сюжет
Підполковник Євген Миронов (Борис Зайденберг) паралельно веде кілька справ, найважливішою з яких є викрадення сейфів з великою сумою коштів. Фільм є продовженням стрічки Інспектор карного розшуку (1971).

## У ролях
- Борис Зайденберг — Євген Ігнатович Миронов, підполковник міліції
- Микола Лебедєв — Микола Дмитрович, комісар міліції
- Віктор Мірошниченко — майор міліції Білоус
- Павло Кормунін — Іван Кузьмич Катін, капітан міліції
- Володимир Нечепоренко — Валентин Зимовець, лейтенант міліції
- Катерина Крупєннікова — Кіра Миронова, експерт-криміналіст
- Юрій Каморний — Олег Олександрович Таранцев
- Лев Перфілов — Мальцев, батько Світлани
- Тетяна Вечора — Євдокія Кирилівна Панасюк
- Володимир Бабієнко — Олексій Демченко
- Михайло Водяной — Роберт Аркадієвич Сосін
- Юрій Дубровін — помічник Сосіна
- Володимир Трошин — закадровий вокал